# 浪打峠の交叉層

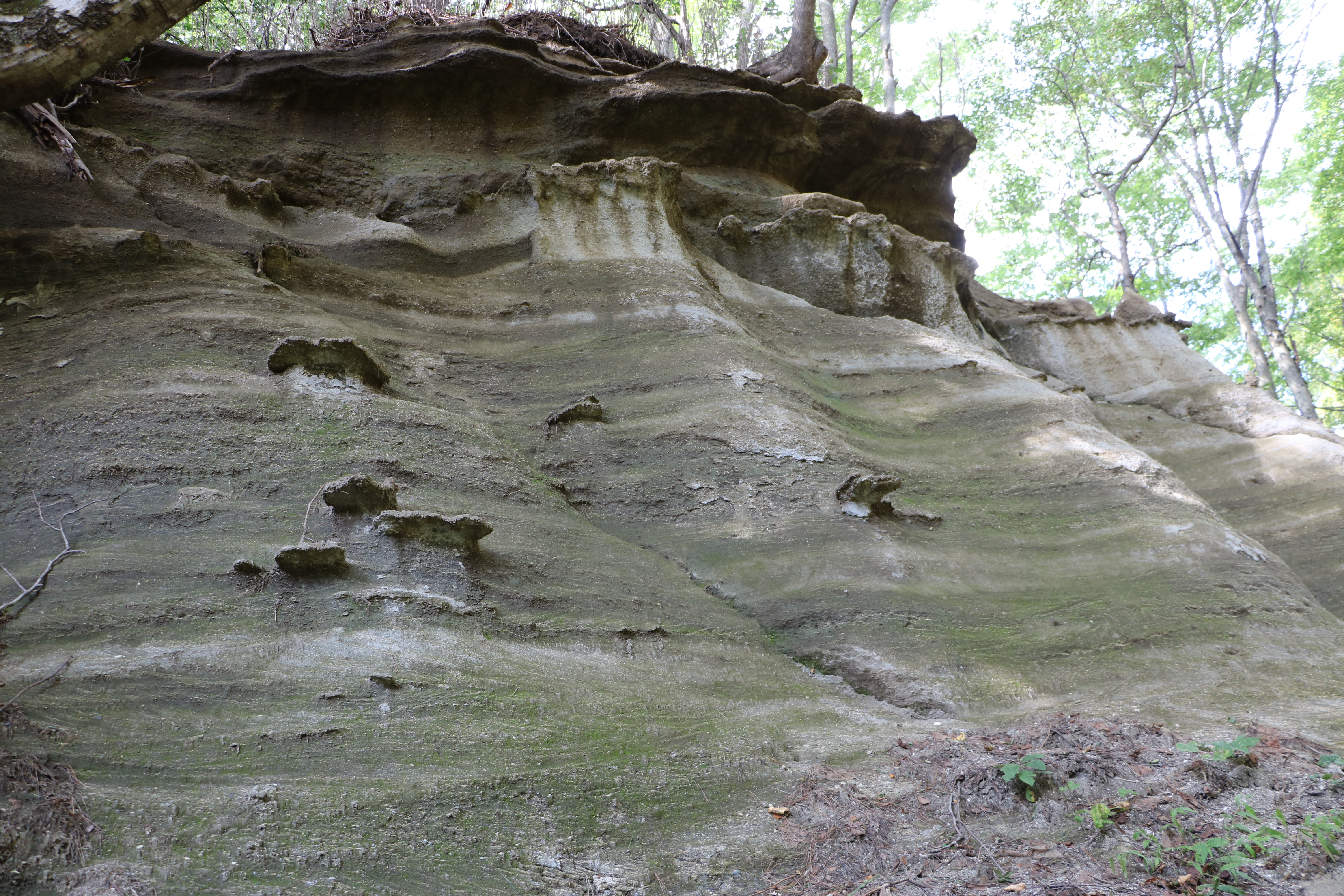
浪打峠の交叉層。2022年9月8日撮影。

浪打峠の交叉層（なみうちとうげのこうさそう）は、岩手県二戸郡一戸町の浪打峠にある国の天然記念物に指定された大規模な偽層（クロスラミナ・英語: cross-lamination）である。浪打峠は一戸町と二戸市の境界にある峠であるが、国の天然記念物に指定された交叉層（以下、偽層またはクロスラミナと記載する）は峠の一戸町側に所在する。
偽層とは、流れのある水中もしくは大気中で、砂や泥などが堆積するときに生じたもので、地表に現れた地層の層理面に斜めに交わる縞模様の葉理（ラミナ、英: lamination）が見られるものを言う。交叉層という言葉は天然記念物に指定された当時の古典的な地質用語であって、今日では偽層またはクロスラミナと言い、このような堆積構造を一般的に斜交層理（英語: cross-bedding）、斜交葉理（英語: cross-lamination）と呼んでいる。
浪打峠の交叉層は浅い海底で新旧の堆積物が不規則に交わり形成されたもので、貝殻を含んだ砂岩が峠の切通しに露出しており、その様子が激しく打ち寄せる波浪に侵食された海辺を連想させることから、古くから奥州街道の名勝として知られ、浪打峠と呼ばれるようになったと考えられている。
クロスラミナは決して珍しい地質現象ではないものの、浪打峠のものは規模が大きく露出状態も優れて美しい、浅海性クロスラミナの顕著な例であり、1941年（昭和16年）8月1日に国の天然記念物に指定された。偽層を対象としたものとしては唯一の国指定天然記念物である。

## 解説

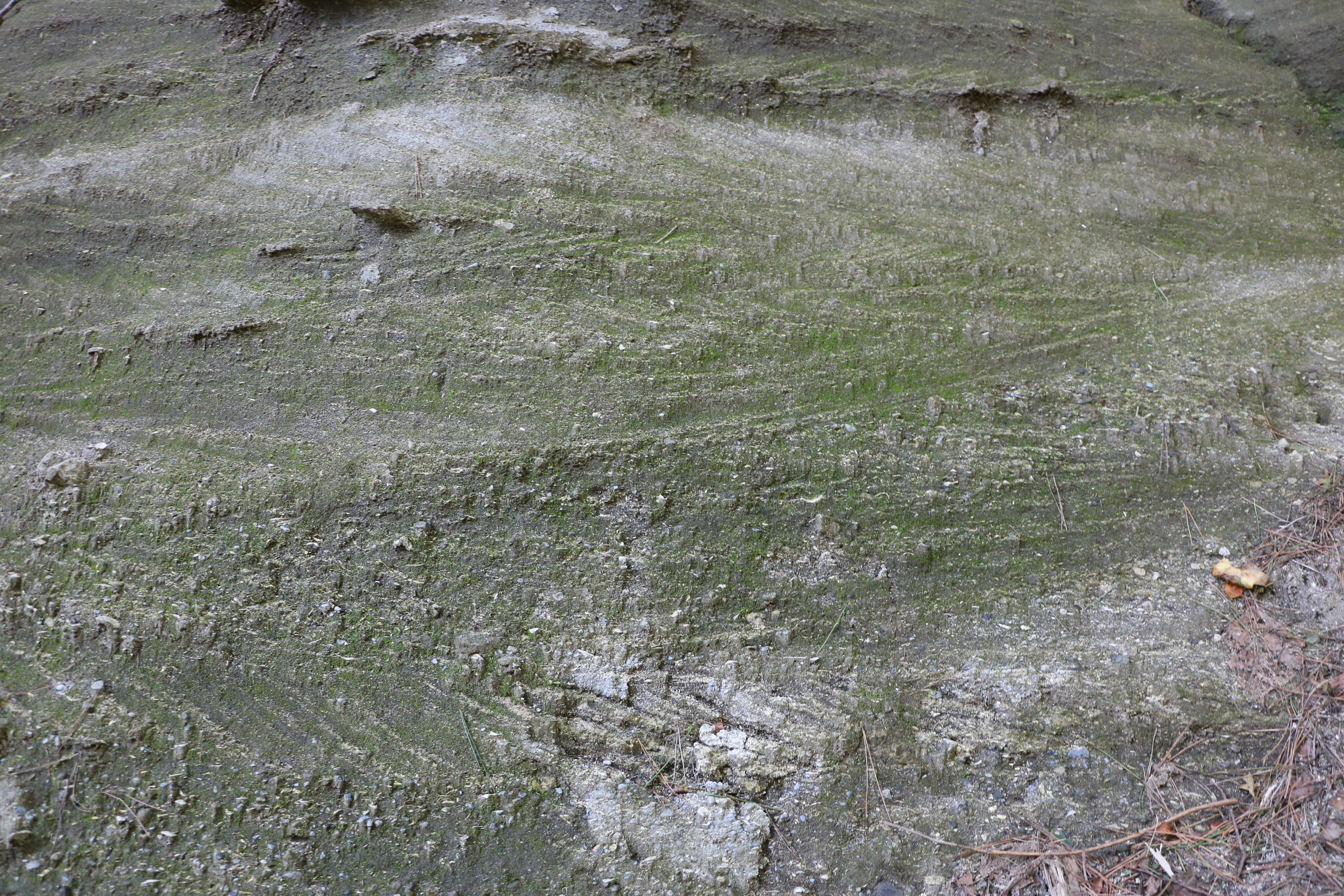
浪打峠の交叉層。交叉する縞模様の葉理が見られる。2022年9月8日撮影。

浪打峠の交叉層は岩手県北部の二戸郡一戸町と二戸市の境界にある浪打峠の切通しに所在する。この場所は一戸町中心部の北側、同町小井田地区から約1.8キロメートルの地点にあり、1884年（明治17年）に国道4号が馬淵川沿いに付け替えられるまでは、奥州街道の峠道であったところで、峠上の街道の両側に波打つような見事な紋様のある露頭が見られる。これが国の天然記念物に指定された浪打峠の交叉層で、地質的には新第三紀中新世の700万年前から1,000万年前に形成された門の沢（かどのさわ）層と、その上部にあたる末の松山層と呼ばれる砂岩層で出来ており、交叉層すなわち偽層・クロスラミナの露出している個所は、この場所が浅い海底であった約1,500万年前に堆積したものと考えられており、二枚貝・巻貝・腕足類といった海棲動物の化石が多く含まれている。
露頭部をよく観察すると、砂粒や貝殻の破片が地層面に斜めに交叉して、刷毛で書いたような縞模様を描いている様子が分かる。このような地層面が出来た理由を分かりやすく例えれば次のようなものである。泥水を透明な容器に入れて動かさず静かに放置すると、やがて泥は容器の底に沈み、容器の側面から見れば泥は水平な状態で堆積しているはずである。しかし、容器の中の水が絶えず動いている場合、水中の砂や泥は水の流れの下流方向へ傾斜した斜面を作って堆積する。その後も砂や泥が流れの方向を変えながら次々に供給されると、斜めに堆積した層が互いに交叉していくことになる。このようにしてできた堆積構造を、偽層・クロスラミナといい、浪打峠のものは規模が大きく典型的なものであり、含まれる化石も保存状態が良いため、1941年（昭和16年）8月1日に国の天然記念物に指定された。
潮流による堆積物とされる砂岩層の「末の松山層」の層理面は、地質学用語で薄い布に例えたマッドドレープと呼ばれる、海水中を浮遊していた泥質堆積物が沈殿して出来た薄い泥の層を伴う斜交層理で、外観上は2方向に傾いており、ヘリンボーン (模様) 構造をしている。
末の松山層と呼ばれる砂岩層の名称は、百人一首の枕詞「末の松山」がこの地に比定されるという説（宮城県多賀城市の末の松山説も有力）から呼ばれるようになったもので、江戸時代後期の紀行家の菅江真澄の記述中にも、浪打峠で化石を採集する旅人の様子が描かれている。また、明治天皇が1876年（明治9年）と1881年（明治14年）の東北地方巡幸の際には、2回とも浪打峠に「御野立所」が設けられ休憩しており、北白川宮能久親王もこの峠で休憩をするなど、偽層のある露頭の一戸町側に隣接して2つの御休憩記念碑が建立されている。
文化庁の桂雄三は、2007年（平成19年）に神奈川大学で行われたワークショップで浪打峠の交叉層を引き合いに出し、国の天然記念物は文化財であり、地域の歴史や人々の暮らしと密接に関わり続けてきた複数の文化的な意味合いを兼ね備えているとし、浪打峠の交叉層は単なる地学的な学術上の観点だけで指定されたのではなく、様々な歴史的背景をはらんでの天然記念物指定であろうと指摘している。

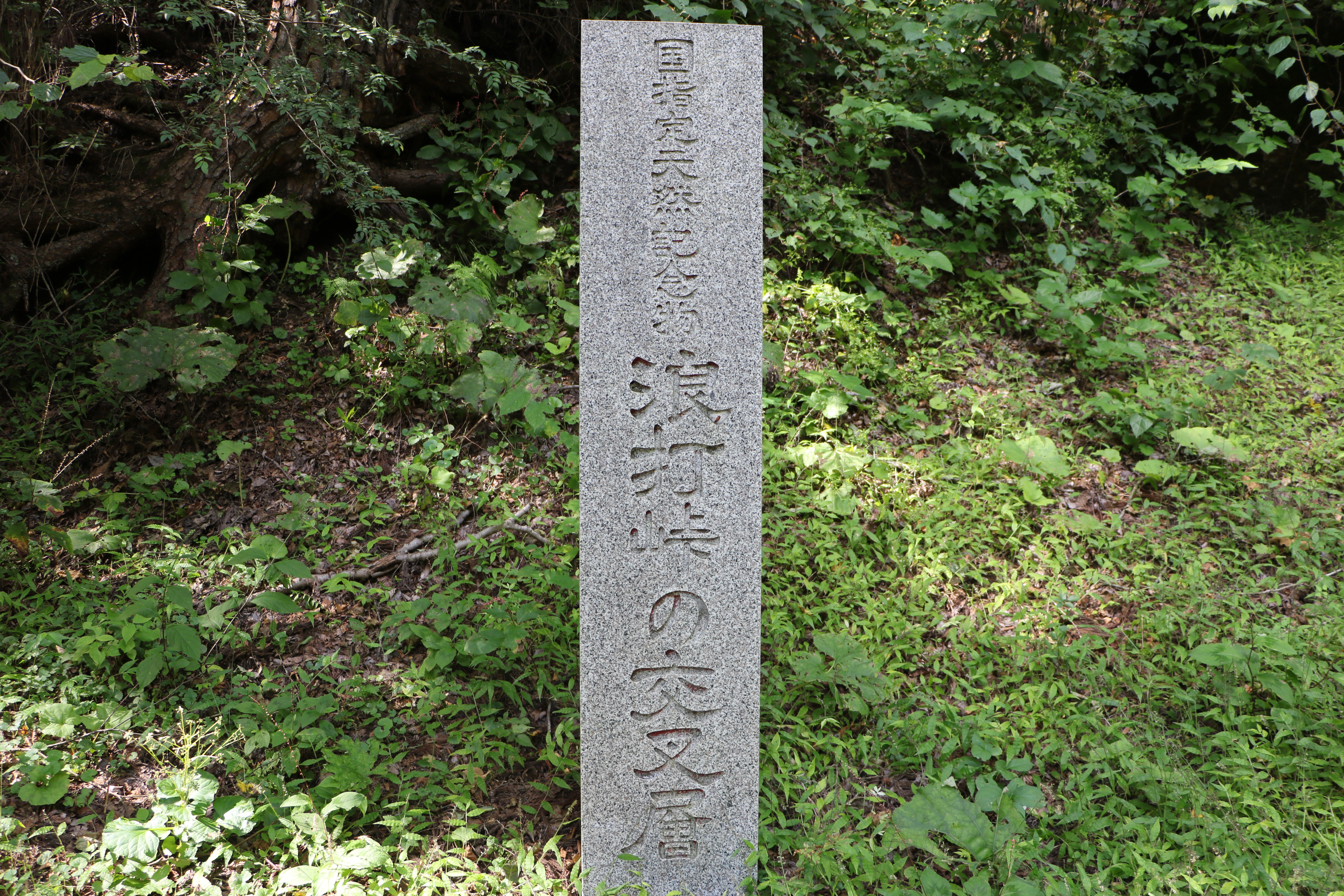
天然記念物指定石碑。一戸町教育委員会建立。2022年9月8日撮影。
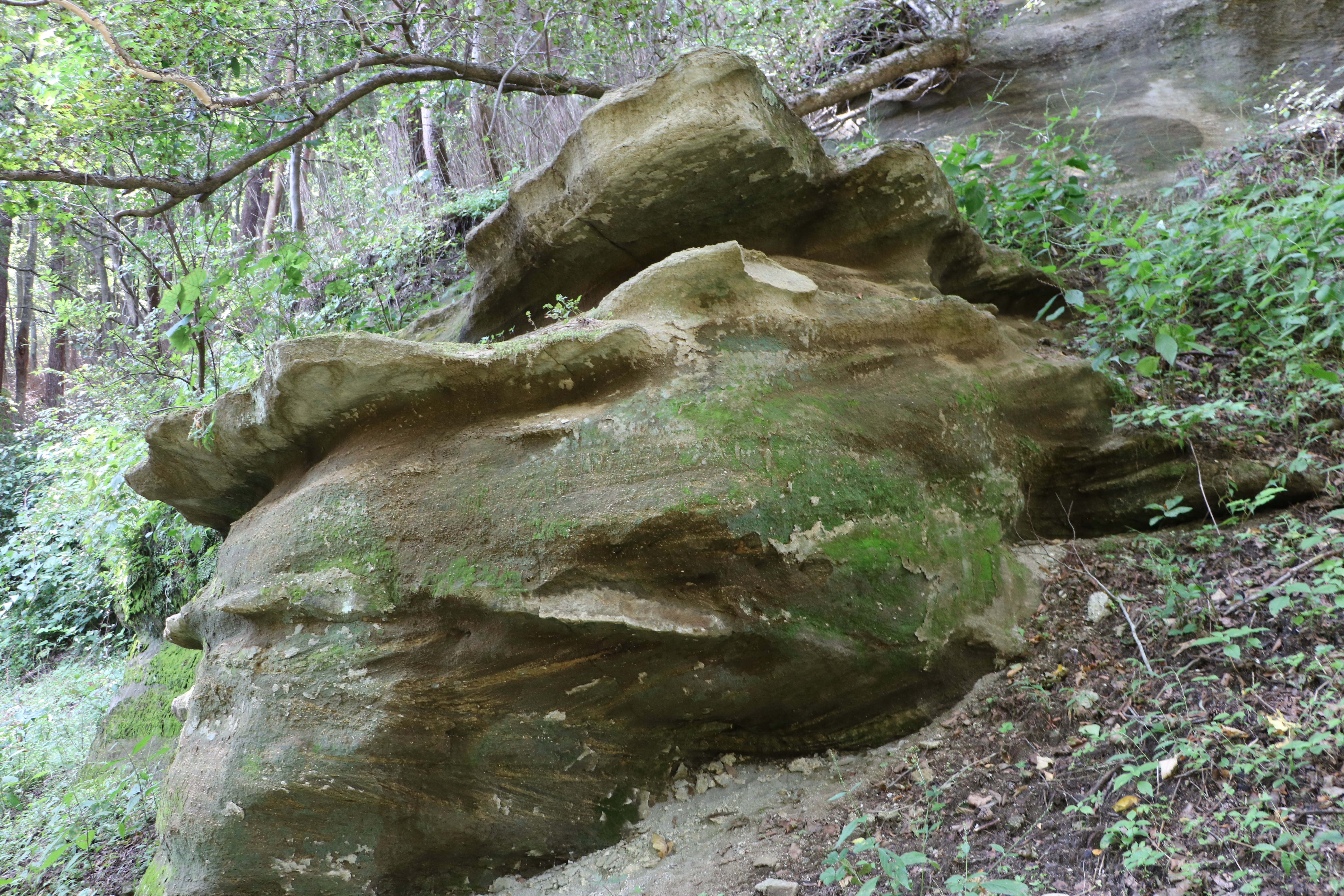
浪打峠の交叉層。2022年9月8日撮影。
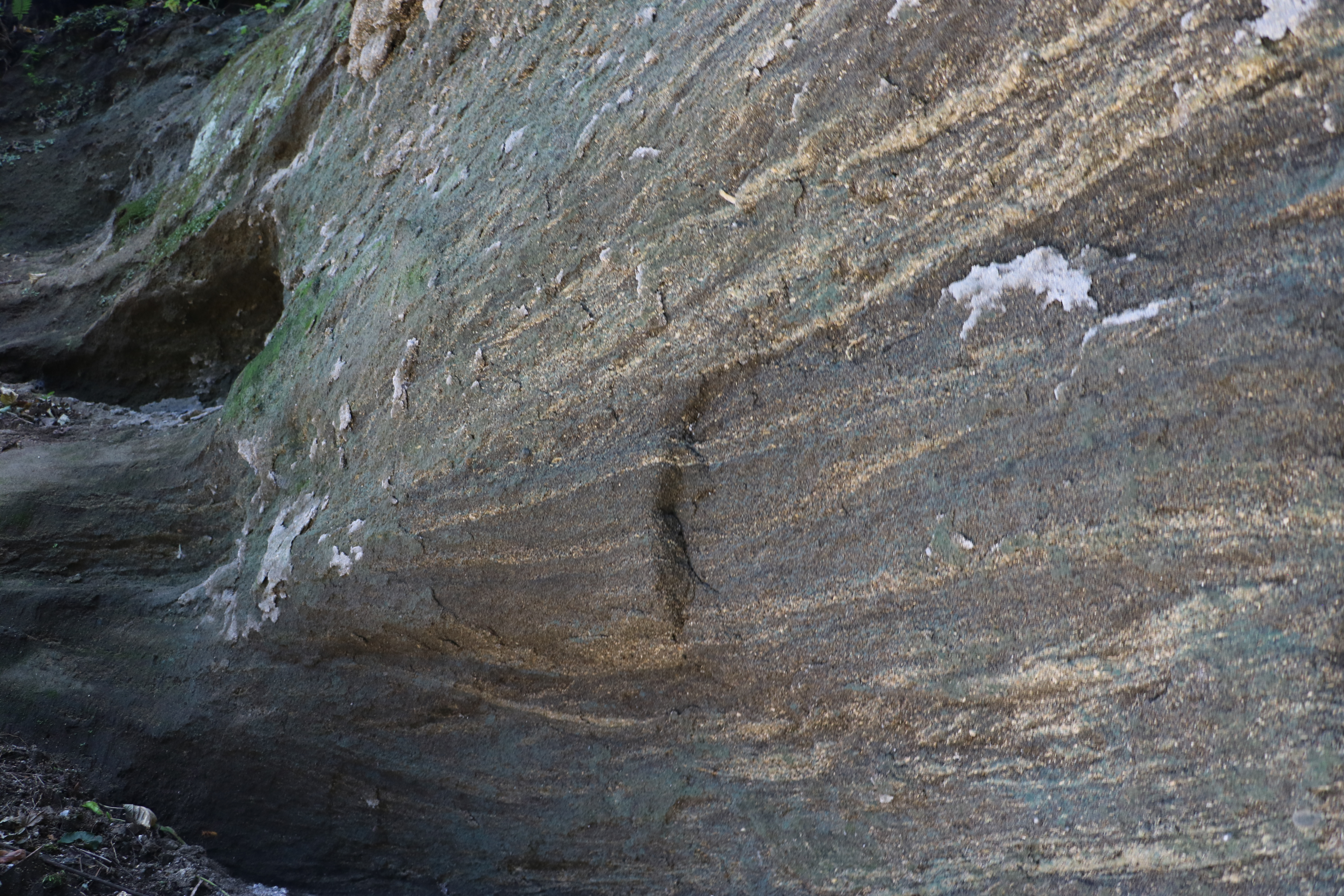
浪打峠の交叉層。2022年9月8日撮影。
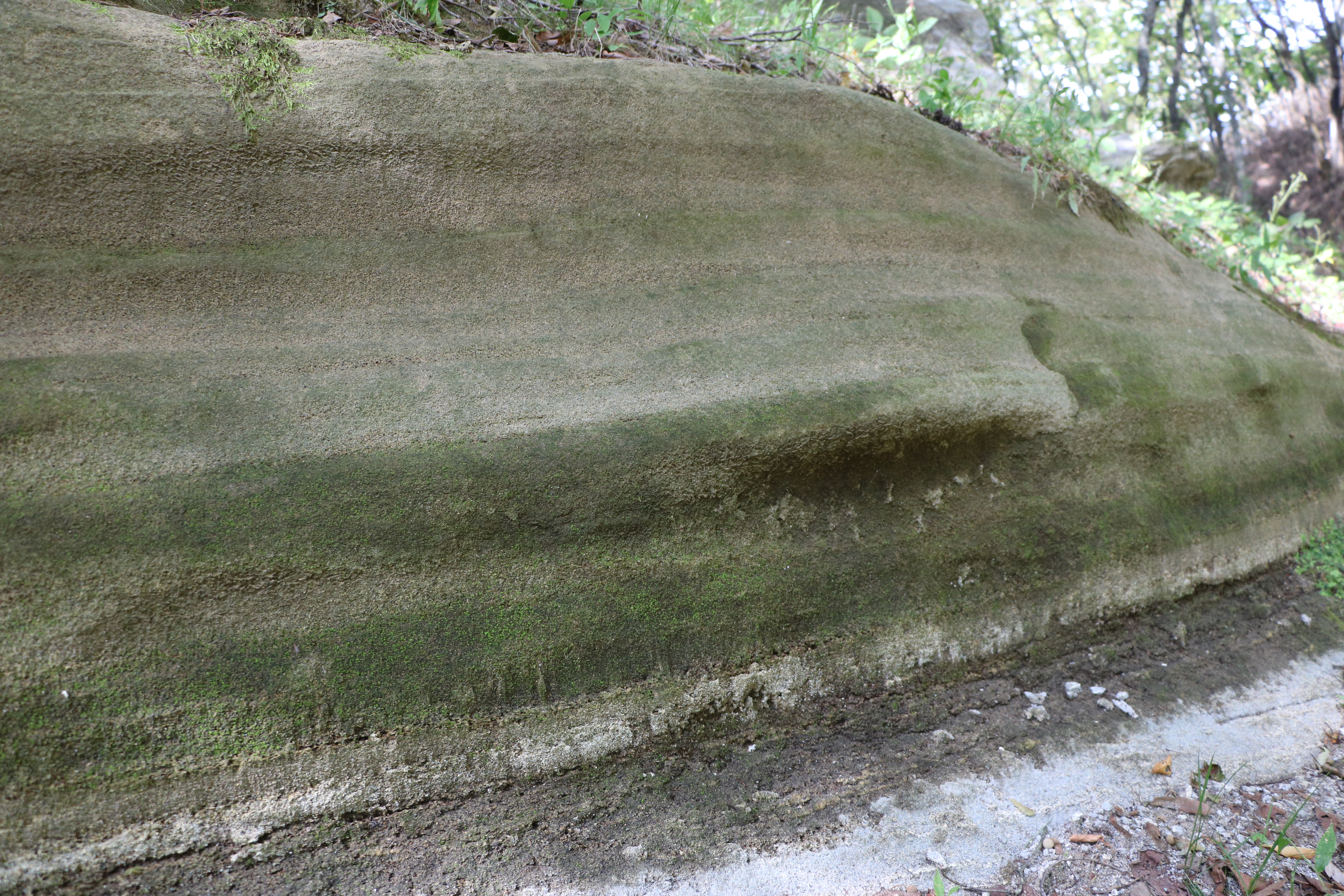
浪打峠の交叉層。2022年9月8日撮影。

## 交通アクセス
所在地
- 岩手県二戸郡一戸町大越田・大道沢[7]

交通
- 八戸自動車道一戸インターチェンジより車で約15分。
- IGRいわて銀河鉄道いわて銀河鉄道線一戸駅下車。車で約30分[15]。